# Groblershoop
Groblershoop – miasto w płn.-zach. RPA, w Prowincji Przylądkowej Północnej, między Marydale a Grootdrink. Przez wioskę przepływają rzeki Oranje i Boegoebergdam. Według spisu z 2001 r. w Groblershoop mieszkało 437 osób, z czego 275 (62,9%) było białych.